# Coronation (Schiff)
Die Coronation war ein 90-Kanonen-Linienschiff 2. Ranges der englischen Marine, das 1685 von Stapel lief und 1691 vor der Halbinsel Rame in Cornwall sank.

## Geschichte

### Entwicklungsgeschichte und Bau
In Folge des Englisch-Niederländischen Krieges bzw. des Niederländisch-Französischen Krieges, in den 1670er Jahren, kam es zu einer starken Vergrößerung der niederländischen und französischen Marine. Daher wurde bei den Verantwortlichen in England die Gefahr gesehen, dass die Royal Navy zu einer minderbedeutenden Seemacht absteigen könnte. Durch den Secretary to the Admiralty Commission Samuel Pepys wurde daher im April 1675 ein Bauprogramm über 40 Schiffe in das englische Parlament eingebracht. Nach Änderungen, unter anderem Reduzierung auf 30 Schiffen darunter neun 90-Kanonen-Schiffen, wurde das Flottenbauprogramm am 5. März 1677 gebilligt.
Der Entwurf der späteren Coronation wurde durch den Schiffbaumeister Isaac Betts erstellt. Das Schiff wurde nach seiner Bestellung durch diesen auf der Marinewerft in Portsmouth auf Kiel gelegt. Nach ihrem Stapellauf am 23. Mai 1685 wurde das Schiff nicht ausgerüstet und in Dienst gestellt, sondern stattdessen aufgelegt. Dies war notwendig da der Unterhalt und die Bemannung dieser großen Kriegsschiffe in Friedenszeiten zu viele Ressourcen der Marine gebunden hätte.
Entsprechende Gegenstücke anderer Marinen waren etwa die französische Foudroyant (Stapellauf 1691, 90 Kanonen, 51,00 m × 14,29 m × 6,50 m) oder die spanische Nuestra Señora de la Concepción y de las Ánimas (Stapellauf 1687, 90 Kanonen, 46,42 m × 12,92 m × 5,85 m). 

### Einsatzgeschichte
In Rahmen der Glorious Revolution in England 1688/89 wurde der katholische König Jakob II. abgesetzt und die englische Krone an dessen Tochter Maria und deren Ehemann Wilhelm III. von Oranien übergeben. Dies bedeutete, dass England im Rahmen des Pfälzischen Erbfolgekrieges zusammen mit den Niederlanden gegen Frankreich unter Ludwig XIV. Mobil machte. In dieser Situation wurde auch die Coronation ausgerüstet.
Die Indienststellung der Coronation erfolgte am 14. Februar 1690 unter dem Kommando von Captain John Munden. Sie diente anschließend als Flaggschiff von Vice-Admiral of the Blue Sir Ralph Delaval und war unter diesem im Juni 1690 an der Seeschlacht von Beachy Head beteiligt. In dieser Schlacht besiegte eine französische Flotte eine englisch-niederländische Flotte. 
Am 29. Oktober 1690 wurde das Kommando über das Schiff an Captain Charles Skelton übergeben.
Am 3. September 1691 kam ein Südweststurm auf (einer von ungewöhnlich vielen, wie es in zeitgenössischen Berichten heißt) und drohte die Schiffe an die Küste zu treiben. Einige Kapitäne, unter anderem auch Charles Skelton, entschieden sich deswegen den Plymouth Sound anzulaufen, um hier Zuflucht zu finden. Schon bevor die Bucht erreicht wurde, verlor die Coronation ihre Masten. Sie versuchte, sich durch Ankern zu retten, sank jedoch zwischen Rame Head und Penlee Point. Nur 20 Mann von ca. 550 überlebten das Unglück.
Das Wrack liegt noch heute in einer Tiefe von 19 Metern auf Position 50° 19′ 0″ N, 4° 11′ 0″ W.

## Technische Beschreibung

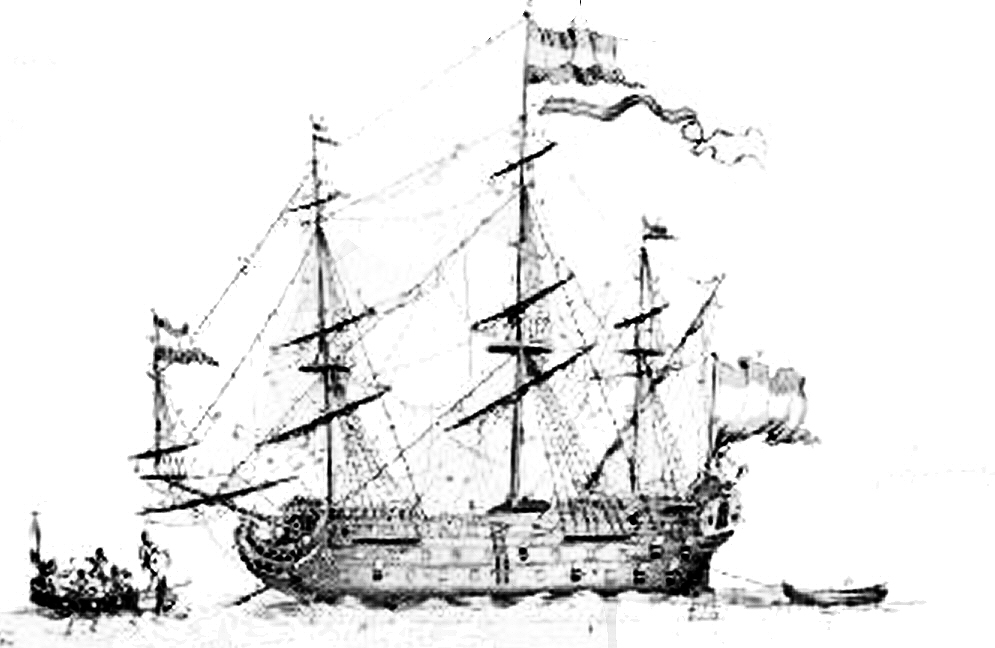
Zeichnung der Coronation

Die Coronation war als Batterieschiff mit drei durchgehenden Geschützdecks konzipiert und hatte eine Länge von 48,77 Metern (Geschützdeck), eine Breite von 13,47 Meter und einen Tiefgang von 5,49 Metern. Sie war ein Rahsegler mit drei Masten (Fockmast, Großmast und Kreuzmast). Auf der Spitze des Bugspriets war zudem noch eine Mars und ein weiterer kleiner Mast, der Sprietmast angebracht, an dem ebenfalls noch ein kleines Rahsegel gesetzt werden konnte. Der Rumpf schloss im Heckbereich mit einem Heckspiegel, in den Galerien integriert waren, die in die seitlich angebrachten Seitengalerien mündeten.
Die Bewaffnung bestand aus 90 Kanonen.
|        | Unteres Batteriedeck | Mittleres Batteriedeck | Oberes Batteriedeck | Achterdeck     | Poopdeck      | Kanonen (Geschossgewicht) |
| ------ | -------------------- | ---------------------- | ------------------- | -------------- | ------------- | ------------------------- |
| Design | 26 × 32-Pfünder      | 26 × 18-Pfünder        | 26 × 6-Pfünder      | 10 × 3-Pfünder | 2 × 3-Pfünder | 90 Kanonen (350,102 kg)   |

## Besatzung
Die Besatzung hatte eine Stärke von 660 Mann.